# Brynseng Station
Brynseng Station (Brynseng stasjon) er en metrostation på Fellesstrekningen i øst på T-banen i Oslo. Stationen ligger ved den østlige ende af Fellesstrekningen, hvor den deler sig i  Lambertseterbanen og Østensjøbanen med Furusetbanen. Stationen har fire spor: to for tog på Lambertseterbanen og to for Østensjøbanen og Furusetbanen, der deler spor til nabostationen Hellerud.